# 西方寺 (京都市左京区)
西方寺（さいほうじ）は、京都府京都市左京区にある浄土宗の寺院。山号は願海山。本尊は阿弥陀如来。開基（創立者）は平安末期の左大臣大炊御門経宗と伝える。藤原氏一門の大炊御門家、宇多天皇の一門である綾小路家、五辻家の菩提寺。普段は非公開であるが、京都非公開文化財特別公開などの特別な機会に公開されることがある。

## 歴史
浄土宗を開いた法然上人の元で出家した平安末期の左大臣大炊御門経宗卿が文治5年（1189年）に71歳で没した際、経宗の居所であった一条新町の館を西方寺とした。その後、両替町竹屋町上がる西方寺町に転居した後、豊臣秀吉の都市計画により寺町椹木町東に移転したが、宝永5年（1708年）の宝永の大火で類焼し、現在地に移転した。

## 文化財

### 重要文化財
- 木造阿弥陀如来坐像

像高236.0cm、寄木造の丈六坐像。寺伝では平安時代の承保2年（1075年）、白河天皇が建立した法勝寺の遺仏とされる。光背は本尊とは別に造られており、一般的な千仏光背に比べてさらに数の多い化仏をもった本像の光背は三千仏光背と呼ばれている。

### その他
- 豊臣秀吉坐像

像高81cmの寄木造、敷物の上に束帯姿で烏帽子を冠り右手に笏を持って胡座をかいた公卿姿の秀吉像である。2010年（平成22年）の解体修理の際、頭部から墨書、脚部から朱書の文書が発見され、1599年（慶長４年）に七条仏師康住法印により作成されたことが明らかになった。
- 衣通姫地蔵

門をくぐってすぐ北の地蔵堂に祀られている。寺伝では允恭天皇の寵妃・衣通姫が七歳のとき一度疫病で亡くなるものの冥土で地蔵を拝して蘇生したことを受け、報恩のために造られたものが本像であると伝えている。洛陽四十八カ所25番の霊場。